# HD 10110
HD 10110，又名BD+53 363，SAO 22493、HR 470，是一颗恒星，视星等为6.39，位于銀經130.16，銀緯-8.32，其B1900.0坐标为赤經1h 33m 51.4s，赤緯+53° -8.32′ 39″。